# ジェフ・ペトリー
ジェフ・ペトリー (Geoff Petrie, 1948年4月17日 - ) はアメリカ合衆国のプロバスケットボールリーグNBAのポートランド・トレイルブレイザーズで活躍した元バスケットボール選手であり、現サクラメント・キングスのゼネラルマネージャーを務めた。ペンシルベニア州ダルビー出身、プリンストン大学卒業。背番号『45』はトレイルブレイザーズの永久欠番となっている。

## 選手キャリア
プリンストン大学時代は同校のスター選手として活躍。4年間のプレイでプリンストン大史上4位となる平均18.3得点の成績を残した。1969年にはアイビー・リーグを14戦無敗で過ごし、NCAAトーナメント進出も果たしている。1970年のフォーダム大学との試合では大学でのキャリアハイとなる39得点をあげている。

### トレイルブレイザーズ
プリンストン大学卒業後、1970年のNBAドラフトにて全体8位指名を受けてポートランド・トレイルブレイザーズに入団。ブレイザーズは1970年に誕生したばかりの新球団であり、ペトリーはブレイザーズ史上初のドラフト指名選手であり、そしてブレイザーズ初のスター選手となった。
ペトリーは1年目からチームのエースとして活躍、24.8得点4.8アシストの成績を残し、NBA史上オスカー・ロバートソン以来2人目となるルーキーイヤーに通算2,000得点以上を達成したガードの選手となり、NBAオールスターゲームにも出場。ボストン・セルティックスのデイブ・コーウェンスと共にルーキー・オブ・ザ・イヤーに輝いた。当然ブレイザーズにとっては初のオールスター選手であり、初のルーキー・オブ・ザ・イヤー受賞である。
選手としてのペトリーはロングレンジからのジャンプショットを得意とした優秀なシューターで危険なスコアラーだった。平均24.8得点をあげた1972-73シーズンには2回51得点を記録。これはデイモン・スタウダマイアーに次ぐブレイザーズ史上2位の記録である。また4回の延長を戦った1974-75シーズンの開幕戦、クリーブランド・キャバリアーズ戦での61分間出場、1970-71シーズンのシアトル・スーパーソニックス戦で記録したフリースロー試投数21本、成功数18本、1972-73シーズンと1973-74シーズンに記録したフィールドゴール成功数20本はいずれもブレイザーズのフランチャイズ記録となっている。
キャリア晩年は膝の故障に苦しみ、1976年に引退。NBAキャリアは6年間と短いものだった。通算成績は446試合の出場で21.8得点4.6アシスト、フリースロー成功率80.5%であり、キャリア平均20得点以上を維持したまま引退した数少ない選手の一人となった。
ブレイザーズはペトリーが入団した翌年にシドニー・ウィックスが、1974年にはビル・ウォルトンが入団し、徐々に戦力を揃えていったが、ウォルトンの故障の多さなどが響き、ペトリーが所属した期間中にプレーオフ進出することはついぞなかった。しかしペトリーが引退した翌1976-77シーズンにはプレーオフに進出すると、優勝を果たしてしまっている。
現役引退後、数年間は企業勤めの一般的なサラリーマンとして過ごしたが、1985年にはブレイザーズに戻り、チームスタッフとしてラジオ解説者などを務めた。その後チームのシューティング・コーチを経て、シニア・バイス・プレジデントに就任。この期間ブレイザーズはクライド・ドレクスラーのもとNBAファイナルに2度進出するなど、第二次黄金期と言える時代を築いている。

## ゼネラルマネージャー
1994年にブレイザーズを退団したペトリーはサクラメント・キングスのゼネラルマネージャーに就任。彼がGMに就任した当時のキングスは9年連続プレーオフ不出場という出口の見えない長期低迷期に入っていた。1995-96シーズンには10年ぶりにプレーオフ進出を果たすも、翌シーズンにはすぐにドアマットに逆戻りした。
チームの再建を託されたペトリーは1996年のNBAドラフトで当時のヨーロッパ最高の選手の呼び声が高かったペジャ・ストヤコヴィッチ を指名すると、1998-99シーズン前にはチームを大きく改革し、ブレイザーズのフロント職時代のヘッドコーチだったリック・アデルマンを新ヘッドコーチに招聘すると、長年キングスのエースを務めてきたミッチ・リッチモンドを放出してクリス・ウェバー、ブラデ・ディバッツらを獲得。さらに1998年のNBAドラフトでジェイソン・ウィリアムスを指名。新たに生まれ変わったキングスは1998-99シーズンを27勝23敗（このシーズンはロックアウトにより全50試合に短縮された）と実に16シーズンぶりに勝ち越し、プレーオフにも復帰した。ペトリーはこの年のエグゼクティブ・オブ・ザ・イヤーを受賞している。以後、キングスは2000年代前半を代表する強豪チームへと成長し、ペトリーは2000-01シーズンにもエグゼクティブ・オブ・ザ・イヤーに輝いた。プレーオフではロサンゼルス・レイカーズと幾度も名勝負を繰り広げたが、優勝には至らず、2000年代後半に入るとチームは衰退。ペトリーには再びチームの再編が迫られている。

## 業績
- NBAルーキー・オブ・ザ・イヤー　（1971年）
- オールルーキー1stチーム　（1971年）
- NBAオールスターゲーム出場　（1971年, 1974年）
- 背番号『45』はポートランド・トレイルブレイザーズの永久欠番
- NBAエグゼクティブ・オブ・ザ・イヤー　（1999年, 2001年）